# روبات ۲
روبات ۲ (به انگلیسی: Robot II) یک دوربین عکاسی فیلم ۱۳۵ تک‌لنزی غیربازتابی ساخت شرکت روبات (دوربین) است.